# Antonio Carrizo
Antonio Carrizo, nascido como Antonio Carrozzi (General Villegas, Província de Buenos Aires, 15 de setembro de 1926 - 1 de janeiro de 2016), foi um jornalista, radialista e animador argentino.